# 库拉霍韦市镇
库拉霍韦市级市镇（烏克蘭語：Курахівська міська громада）是乌克兰顿涅茨克州波克羅夫斯克區的一个市镇，行政中心为库拉霍韦。市镇面积为351.6平方公里，人口数量为38,776人（2020年）。

## 居民点
该市镇包括28个居民点：2个城市（希爾尼克、庫拉霍韋）、5个镇和21个村庄。
部分镇列表：
- 霍斯特雷
- 伊林卡
- 庫拉希夫卡